# Стојан Тоца Николић
Стојан Тоца Николић (Неготин, 1877 – Београд, 1939) био је бригадни пешадијски генерал и први управник Војног архива у Генералштабу у Београду.

## Биографија
Родио се у породици Тодора Николића, неготинског берберина и мајке Христине, рођене Видојевић. Стојан је имао и браћу Радивоја, рођеног 1884. и Ненада, рођеног 1886. као и сестру Даринку, рођену 1881. Основну школу и пет разреда гимназије завршио је 1894. у Неготину, а шести разред 1895. у Зајечару. Исте године се уписује у нижу школу Војне академије у Београду, коју је завршио 1898. са одличним успехом.

## Каријера
Службовање у трупи отпочео је у касарни “Хајдук Вељко” у Неготину, 15. августа 1898. године, а наставио 1902. у 3. гардијском пуку у Београду. Службовао је у Нишу, па се поново вратио у Неготин где је био командир 1. чете, 2. батаљона, 13. пешадијског пука „Хајдук Вељко“. Од 1910. до 1912. је командир чете жандармеријског батаљона у Београду. У Балканским ратовима 1912-1913. године био је командант 2. батаљона, 2. прекобројног пешадијског пука, а од 25. јуна до 31. октобра 1914. командант 1. батаљона, 13. кадровског пешадијског пука, на пристаништу Прахово, где је његова војска из бродова и шлепова истоварала руску помоћ у храни и оружју послату Србији. Од 1. новембра 1914. до 28. фебруара 1916. командант је 2. батаљона, 4. прекобројног пешадијског пука.
Учествовао је у борбама и бојевима на Тимочком фронту, у боју на Дрини и у Колубарској бици, а са 1. пуком међу првима је пробио непријатељске линије на Солунском фронту и ослободио Ниш, а затим напредовао до Темишвара.
Накратко је 1917. био помоћник команданта 9. пука, па помоћник команданта 1. нишког пука, а од 1917. до 1920. и командант 1. пешадијског пука “Милош Велики”. Каријера га даље води у Марибор и Љубљану где обавља дужност командант Дравске пешадијске бригаде од 1921. до 1925. када постаје командир Осјечке дивизијске области и ту дужност обавља до 1928. Године 1931. постаје начелник  Историјског одељења Главног генералштаба у Београду и ту дужност обавља до пензије, 1934.

## Смрт
Стојан Тоца Николић био је члан Жупског одбора Соколског друштва “Штросмајер” у Осијеку, председник Скаутске организације у Осијеку, члан Друштва за сузбијање туберкулозе и Грађанског стрељачког друштва. Бавио се јахањем, пливањем и стрељаштвом. Говорио је немачки и француски језик. Оженио се 1904. године у Неготину ћерком Kрсте Панића Александром, која је била у родбинским везама са фамилијом Мокрањац и са њом изродио два сина Мирослава, рођеног 1905. и Павла, рођеног 1910. и 
и две кћери: Лепосаву, рођену 1908. и Kосовку, рођену 1913. године.
Умро је 23. јануара 1939. године у Београду од грипа.

## Унапређења
- пешадијски поручник 1901.
- пешадијски капетан друге класе 1905.
- пешадијски капетан прве класе 1908.
- пешадијски мајор 1912.
- пешадијски потпуковник 1915.
- пешадијски пуковник 1920.
- пешадијски бригадни генерал 1925.[2]

## Одликовања
- Споменица Kраља Петра Првог
- Медаља за војничке врлине
- Споменица за Српско-турски рат 1912-1913.
- Споменица за Српско-бугарски рат 1913.
- Споменица за Европски рат 1914-1918.
- Албанска споменица
- Златна медаља за храброст (1913.)
- Златна медаља за ревносну службу
- Kарађорђева звезда са мачевима четвртог степена (1915.)
- Бели орао са мачевима четвртог степена (1918.)
- Бели орао са мачевима трећег степена (1920.)
- Kарађорђева звезда са мачевима трећег степена
- Kарађорђева звезда са мачевима четвртог степена
- Орден Светог Саве четвртог степена
- Орден Светог Саве другог степена
- Југословенска круна трећег степена
- Југословенска круна другог степена
- Руски орден Свете Ане са мачевима трећег степена (1914.)
- Француски ратни крст са палмом (1918.)
- Италијански орден Светог Лазара и Мауриција (1918.)[5]